# Cinéma namibien

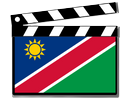
Un clap aux couleurs du drapeau namibien.

Le cinéma namibien fait référence au cinéma du pays de Namibie, qui a revendiqué son indépendance de l'Afrique du Sud en 1990.
Avant l'indépendance, l'anthropologue américain John Marshall (en) a réalisé des films ethnographiques sur les Ju/'hoansi pendant plus de quatre décennies à partir de 1950, aboutissant à des films documentaires tels que The Hunters (1957) et Nǃai, l'histoire d'une femme ǃKung (1980) .
Après l'indépendance, les cinéastes namibiens ont commencé à affirmer leur propre identité. Les pionniers comprenaient Bridget Pickering, Richard Pakleppa et Cecil Moller . Ils ont été rejoints par une jeune génération dont Joel Haikali, Oshosheni Hiveluah, Perivi Katjavivi, Tim Huebschle. et Krischka Stoffels.
En 2000, le gouvernement namibien a adopté la Loi sur la Commission cinématographique namibienne pour promouvoir la réalisation cinématographique dans le pays.

#### Personnalités
- Richard Pakleppa (1961-)
- Bridget Pickering (1966-)
- Cecil Moller (1967-)
- Tim Huebschle (1978-)
- Joël Haïkali
- Oshosheni Hiveluah (1981-2019)
- Perivi Katjavivi (1984-)
- Girley Jazama (de) (1984-)
- Krischka Stoffels